# Saufangweiher
Der Saufangweiher ist ein Weiher in Friedrichsthal, Saarland. Er ist als Bergbaufolgelandschaft Teil des Projekts Landschaft der Industriekultur Nord.

## Lage
Der Weiher liegt westlich des Stadtkerns im Stadtteil Bildstock, nahe der Bundesautobahn 8.

## Geschichte
Der Weiher, der über keinen natürlichen Zu- und Abfluss verfügt, wurde 1957 als Absetzbecken der Grube Maybach geschaffen. Nach der Stilllegung der Grube 1964 verschlammte der Weiher. 1971 wurde der Angelsportverein Bildstock gegründet, dessen Mitglieder das Areal zu einem Naherholungsgebiet umwandelten und die Fischerhütte errichteten. 1990 wurde das Areal zum Landschaftsschutzgebiet erklärt. 2014 wurden 13 Informationstafeln zur Natur- und Pflanzenwelt aufgestellt.

## Freizeitmöglichkeiten
Am Weiher kann geangelt werden, es gibt einen Rundwanderweg und einen Waldspielplatz für Kinder.